# Igreja Jesuíta (Sibiu)
A Igreja da Santa Trindade (em romeno: Biserica Sfânta Treime), mais conhecida como Igreja Jesuíta (Biserica Iezuiților) é uma igreja católica situada na cidade romena de Sibiu. Consagrada em 1733, é uma das igrejas barrocas mais notáveis da Transilvânia. Situa-se na Piața Mare (Praça Grande) do centro histórico, junto ao Palácio Brukenthal.

## História

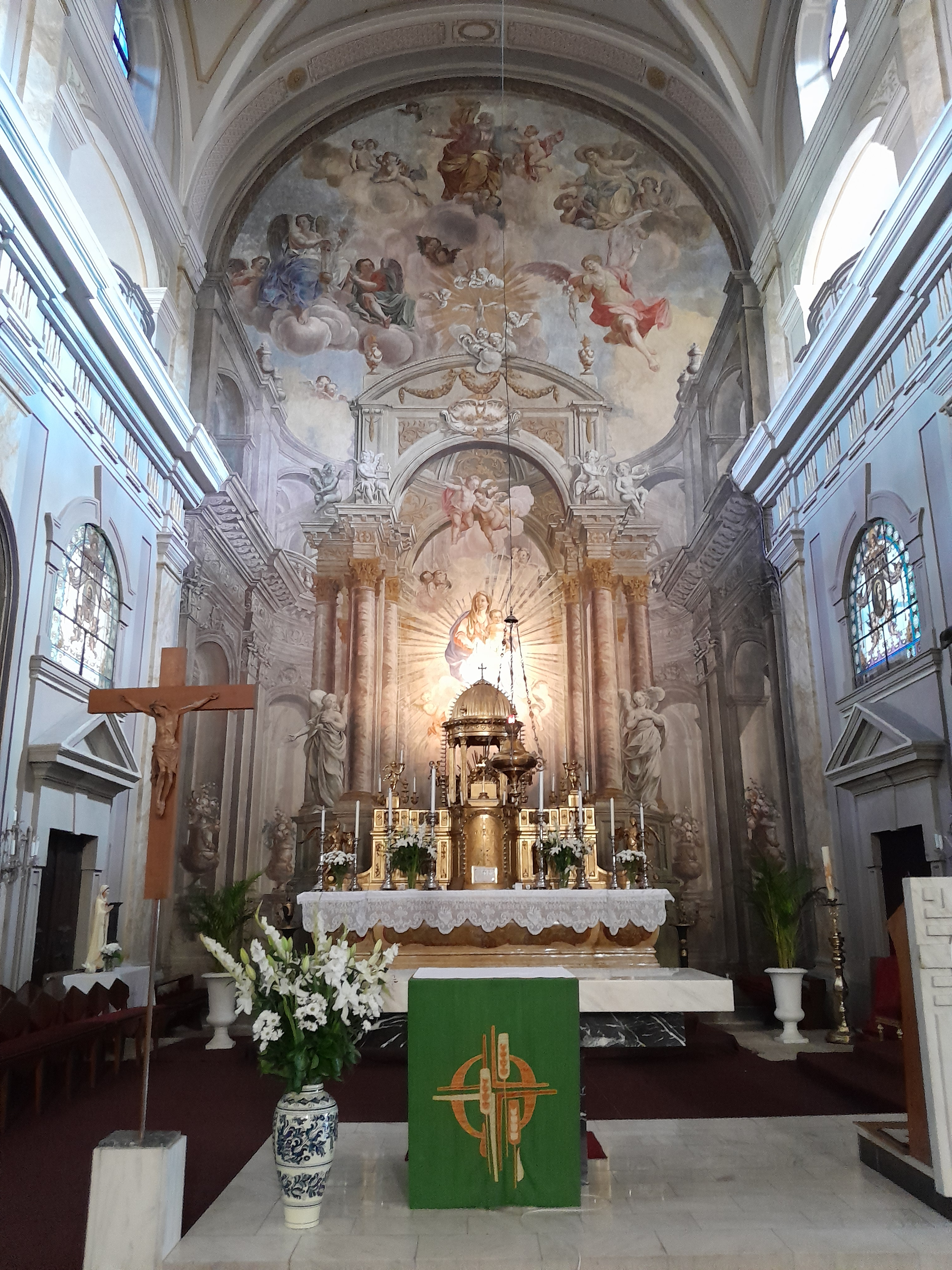
Interior da igreja

Após a adesão da população de Sibiu à Reforma Protestante, a cidade ficou sem igrejas católicas por mais de um século, pois todas as igrejas passaram a ser luteranas. Na sequência da anexação da Transilvânia pela Monarquia de Habsburgo no fim do século XVII, foi formada uma pequena comunidade católica em Sibiu e os jesuítas adquiriam vários edifícios na Praça Grande. Em 1689 pediram autorização à prefeitura para construírem uma igreja, mas o pedido foi recusado. Em 1721, o general imperial Damian Hugo von Virmond interveio na disputa e os jesuítas foram autorizados a adquirir mais edifícios e construírem uma igreja e um seminário. O edifício do seminário, anexo à igreja, foi originalmente construído no século XVI, tendo sido restaurado entre 1726 e 1739; é atualmente a casa paroquial.
A primeira pedra da igreja foi colocada em 1726. De estilo barroco vienense primitivo, a igreja foi consagrada pelo bispo da Transilvânia Georg von Sorger a 13 de setembro de 1733. A torre do campanário, que está separada da nave, foi concluída em 1738. As autoridades civis impuseram uma condição para autorizarem a construção da torre: a manutenção da Schlosserloch (literalmente: "Buraco do Serralheiro" em alemão), uma passagem existente desde a Idade Média entre a Piața Mare à Piața Mică (Praça Pequena), pelo que ao nível da rua tem uma passagem que liga as duas praças.
O relógio da torre tem faces para as duas praças e data de 1838. O exterior da igreja é austero com sete janelas no rés de chão que têm por cima janelas mais pequenas. No interior, os altares laterais estão separados por colunas dóricas duplas. Entre as obras de arte presentes no interior destaca-se um fresco da  Virgem com o Menino, a obra barroca mais importante de Sibiu; o monumento funerário do general-conde Otto Ferdinand von Abensberg (1677–1747), o comandante militar da Transilvânia que está sepultado na igreja; representações alegóricas da Vitória, Fé, Esperança e Misericórdia; e os vitrais, fabricados em Budapeste em 1901.
Os membros da paróquia da igreja pertencem a três comunidades étnicas diferentes, pelo que nos serviços religiosos são usadas três línguas: romeno, alemão e húngaro.